# قطعنامه ۱۴۷۰ شورای امنیت
قطعنامه ۱۴۷۰ شورای امنیت سازمان ملل متحد که در تاریخ ۲۸ مارس ۲۰۰۳ تصویب شد، سندی بین‌المللی دربارهٔ بررسی وضعیت در سیرالئون است. این قطعنامه طی نشست ۴۷۲۹ام با ۱۵ رای موافق، ۰ مخالف و ۰ ممتنع تصویب شد.